# Algicida

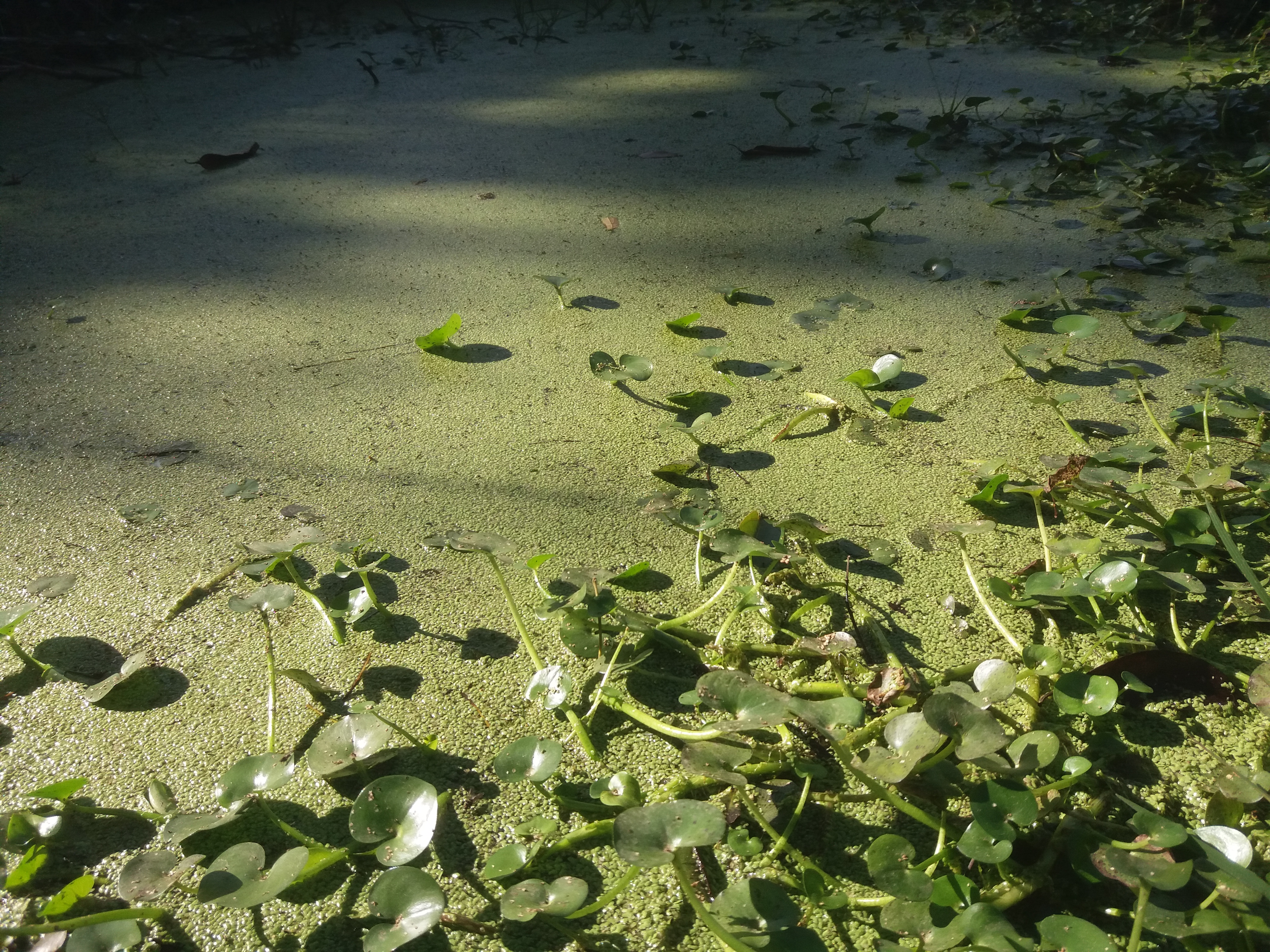
Imagem onde se pode ver a acumulação de algas num lago. Dependendo do ambiente no qual estão presentes, podem causar a eutrofização, aniquilando toda a vida marinha.

Algicida é uma classe de pesticidas que, como o próprio nome sugere, são utilizados para eliminar algas azuis ou verdes de qualquer meio aquático. Pode ser aplicado em rios, lagos, açudes ou outros meios de armazenagem de água. O sulfato de cobre, por exemplo, é utilizado em arrozais. Outros algicidas são alguns sais de ferro, acetato de fentina, endotal, quinoclamina, cloretos, brometos de alquilbenzilamónio, hipoclorito de cálcio, hipoclorito de sódio, diclorofeno, etc.
Além disso, os algicidas podem ser utilizados no tratamento da água de piscinas. Neste caso, existem dois tipos de algicidas: o algicida choque e o algicida de manutenção. O primeiro deve ser utilizado quando a piscina estiver com lodo, pois tem a função de amolecê-lo, facilitando a manutenção da água da mesma. No caso do algicida de manutenção, geralmente este é utilizado após a água da piscina ter sido tratada, já que tem a função de prevenir o surgimento de algas e lodos nas piscinas.